# Cubocephalus semifulvus
Cubocephalus semifulvus là một loài tò vò trong họ Ichneumonidae.